# Eumorpha obliquus
Eumorpha obliquus är en fjärilsart som beskrevs av Rothschild och Jordan 1903. Eumorpha obliquus ingår i släktet Eumorpha och familjen svärmare. Inga underarter finns listade i Catalogue of Life.